# 藏瓜属
藏瓜属（学名：Indofevillea）是葫芦科下的一个属。该属仅有一种，分布于印度和中国西藏。